# Dwupromieniste

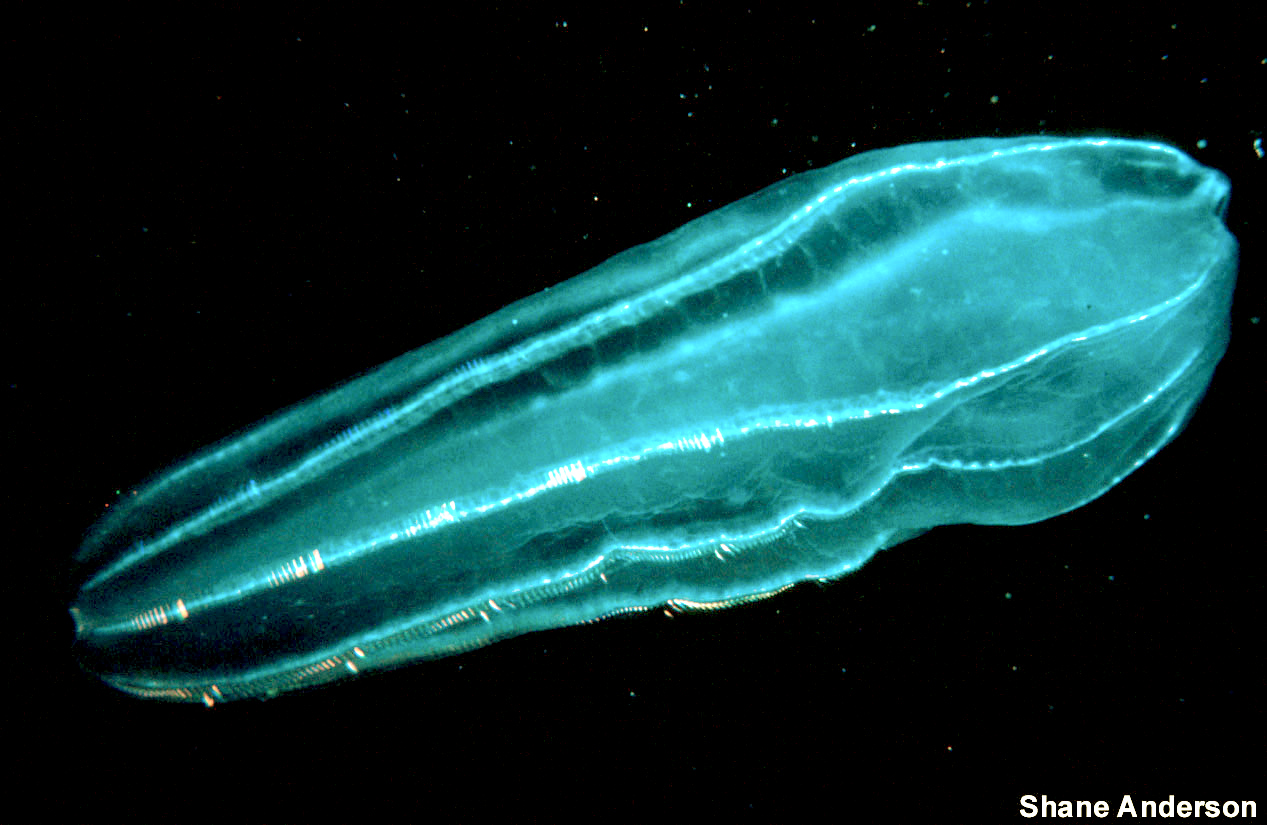
Ciało żebropława wykazuje symetrię dwupromienistą

Dwupromieniste (Biradiata) – zwierzęta, których ciało wykazuje symetrię dwupromienistą, tzn., że można przez nie przeprowadzić dwie płaszczyzny symetrii.
W klasyfikacjach zwierząt opartych na badaniach morfologicznych doszukujących się strukturalnych podobieństw budowy organizmów rozważana jest hipoteza podziału zwierząt w oparciu o symetrię ciała. Jedną z koncepcji był podział na promieniste (Radiata), dwupromieniste (Biradiata) i dwubocznie symetryczne (Bilateria). W takim ujęciu do dwupromienistych zaliczane są żebropławy (Ctenophora). Biradiata postrzegane były jako prawdopodobne ogniwo pośrednie w ewolucji symetrii ciała.
Analizy morfologiczne wykazały, że niektóre struktury budowy żebropławów wykazują symetrię promienistą. Wyodrębnianie dwupromienistych nie znalazło potwierdzenia w filogenomice. Żebropławy są coraz częściej traktowane jako grupa siostrzana zwierząt dwubocznie symetrycznych (Bilateria), z którymi łączone są w kladzie zwierząt trójwarstwowych lub w kladzie Acrosomata, łączącym zwierzęta, których plemniki zawierają akrosom.